# Holmöarna

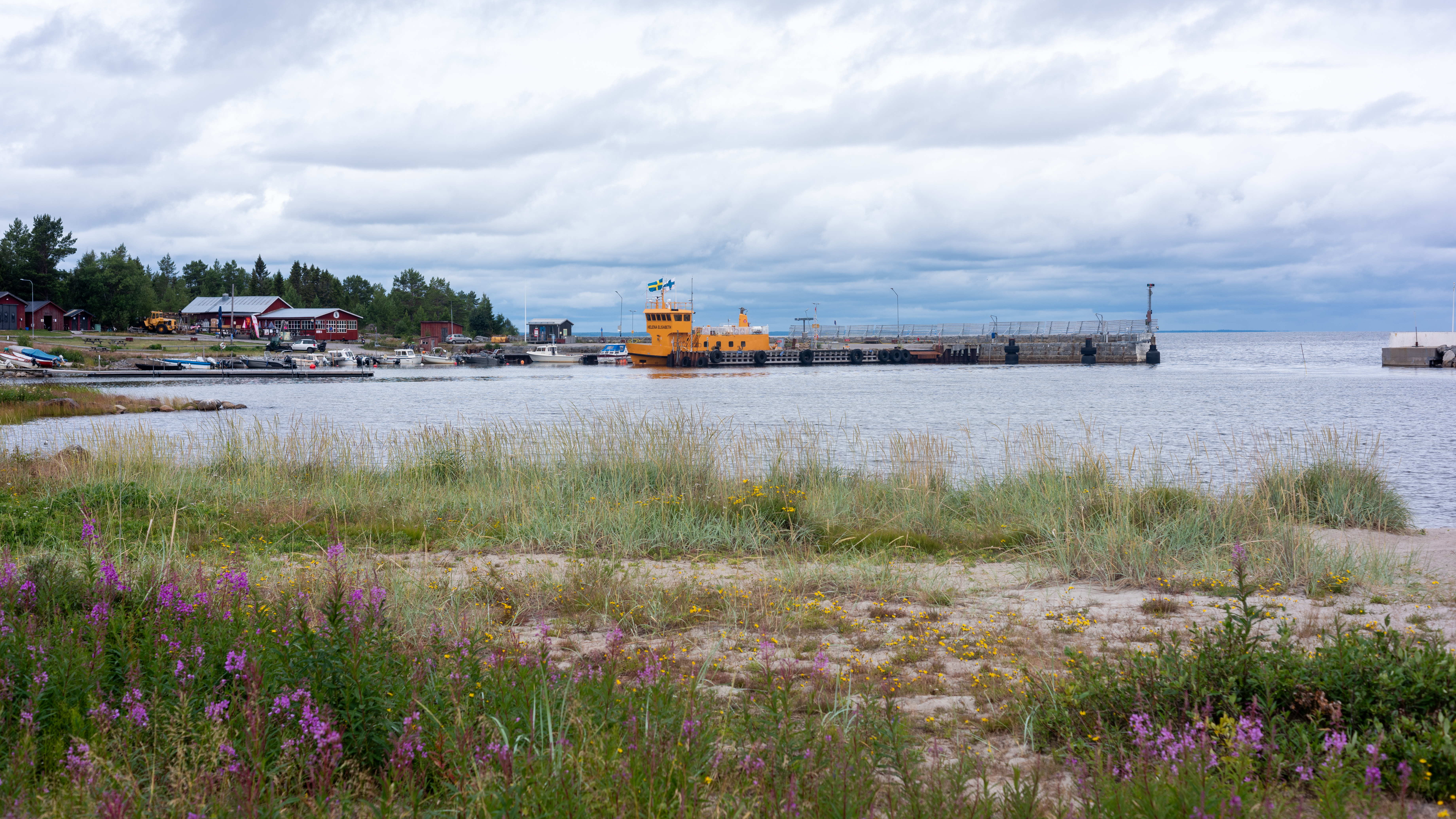
Färjelägret och hamnen i Byviken, Holmön.

Ögruppen Holmöarna (Holmöarkipelagen) ligger i Norra Kvarken och utgör tillsammans Holmöns distrikt (Holmöns socken) i Umeå kommun, Västerbottens län (Västerbotten). Ögruppen har 75 permanent boende och de största öarna är Holmön, Ängesön, Grossgrunden, Holmögadd samt Lilla och Stora Fjäderägg. Stora delar av ögruppen är skyddade som naturreservat, Holmöarnas naturreservat. 
Ögruppen utgjorde 1925–1974 en egen kommun, Holmöns landskommun, som efter kommunreformen 1952 var Sveriges till invånarantalet minsta kommun. I dag är Holmön, som är ögruppens största ö, bland annat känd för den populära Visfestival Holmön. Fyren vid Holmögadd är ett statligt byggnadsminne sedan 1935 – förnyat år 2000.

## Natur och geografi

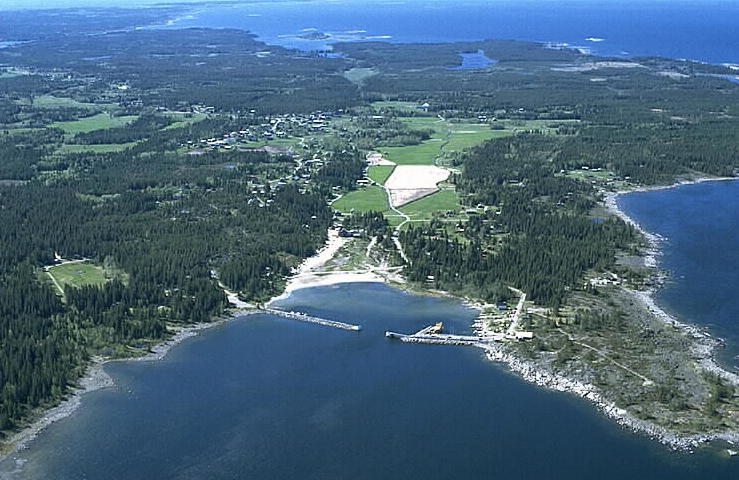
Flygfoto över Holmöns by och hamnen dit färjan går.

Ögruppen är belägen i Norra Kvarken mellan Bottenhavet och Bottenviken. Naturen på Holmöarna är skiftande med skog, småmyrar och sjöar, med ett rikt fågelliv. Naturen på öarna är så speciell att hela Holmögadd, Stora Fjäderägg och Grossgrunden, merparten av Ängesön och den östra sidan av Holmön samt vattenområden kring dessa sedan 1980 är skyddad som naturreservat – för övrigt det största skärgårdsreservatet som finns i Sverige.
Flera av sjöarna är tidigare vikar som avsnörts på grund av landhöjningen som är 0,85 cm/år. Högsta punkten, drygt 20 meter över havet, ligger på Holmöns norra del.

### Holmön
Holmön (Västerbottniska Höḷmöʸn, umesamiska Ullusoole) på 2 395 hektar är huvudön i ögruppen Holmöarna och är till stora delar täckt av granskog. Kring Holmö by, som är av riksintresse för kulturmiljövården, sträcker sig öppna odlingsmarker med små skogsremsor, stenmurar och odlingsrösen.
Huvuddelen av Holmö by ligger längs Hallen, en långsträckt ås, och ett 20-tal utskiftade gårdar finns belägna längs vägen som går över uppodlade myrar söderut. I byns norra del ligger Holmöns kyrka, mera centralt Holmöns skola med klasser upp till årskurs 7. I byn finns också brandstation och andelshandel med bensinstation och ombud för apotek, bibliotek, post och systembolag. Affären drivs sedan 2003 som en ekonomisk förening.
SCB har definierat en småort på öns nordvästra del. Orten har småortskod S8581 och benämns Holmön. Den räknades som småort vid avgränsningarna 1990–2000 och hade då cirka 60 invånare och omfattade cirka 35 hektar. 2005 räknade SCB inte längre området som småort på grund av att invånartalet sjunkit under 50 men sedan 2015, efter att SCB ändrat sin metod för småortsavgränsning, är dock Holmön åter igen klassad som en småort.

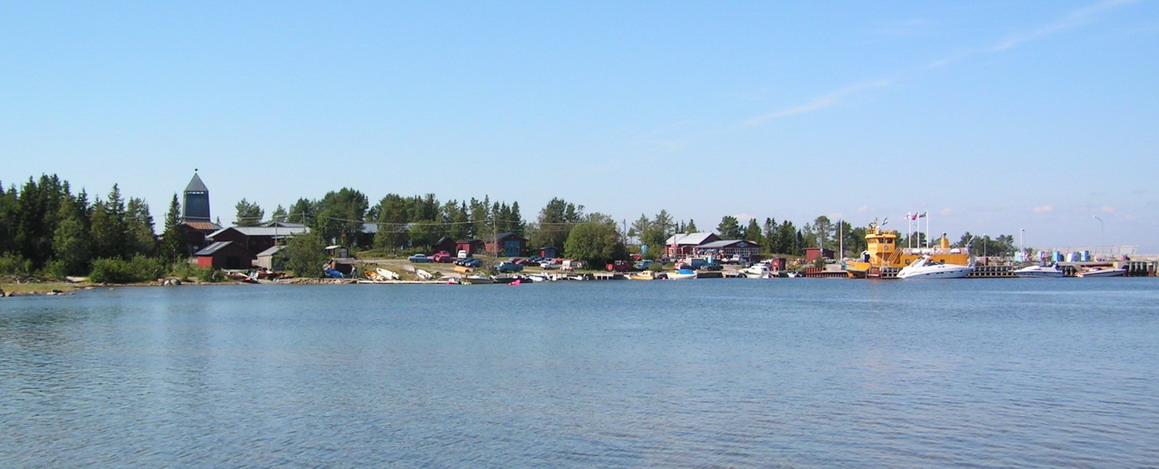
Byviken med den gula färjan till höger och båtmuseet till vänster.

Byviken, som ingår i småorten Holmön, är en färje- och gästhamn på Holmöns nordvästra udde. Här ligger även Holmöns båtmuseum med turistinformation, restaurang, badstrand och vandrarhemmet Holmögården. 3 kilometer sydväst om Byviken ligger den 18 meter höga Berguddens fyr som invigdes 1896 och avbemannades 1969. De gamla fyrvaktarbostäderna har omvandlats till vandrarhem. Längs Holmöns sydöstra del ligger Gäddbäckssundet (egentligen "gebäck-", ge = "lä"), som skiljer Holmön och Ängesön åt, med skyddad hamnplats, fiskebodar och enkel badstrand.

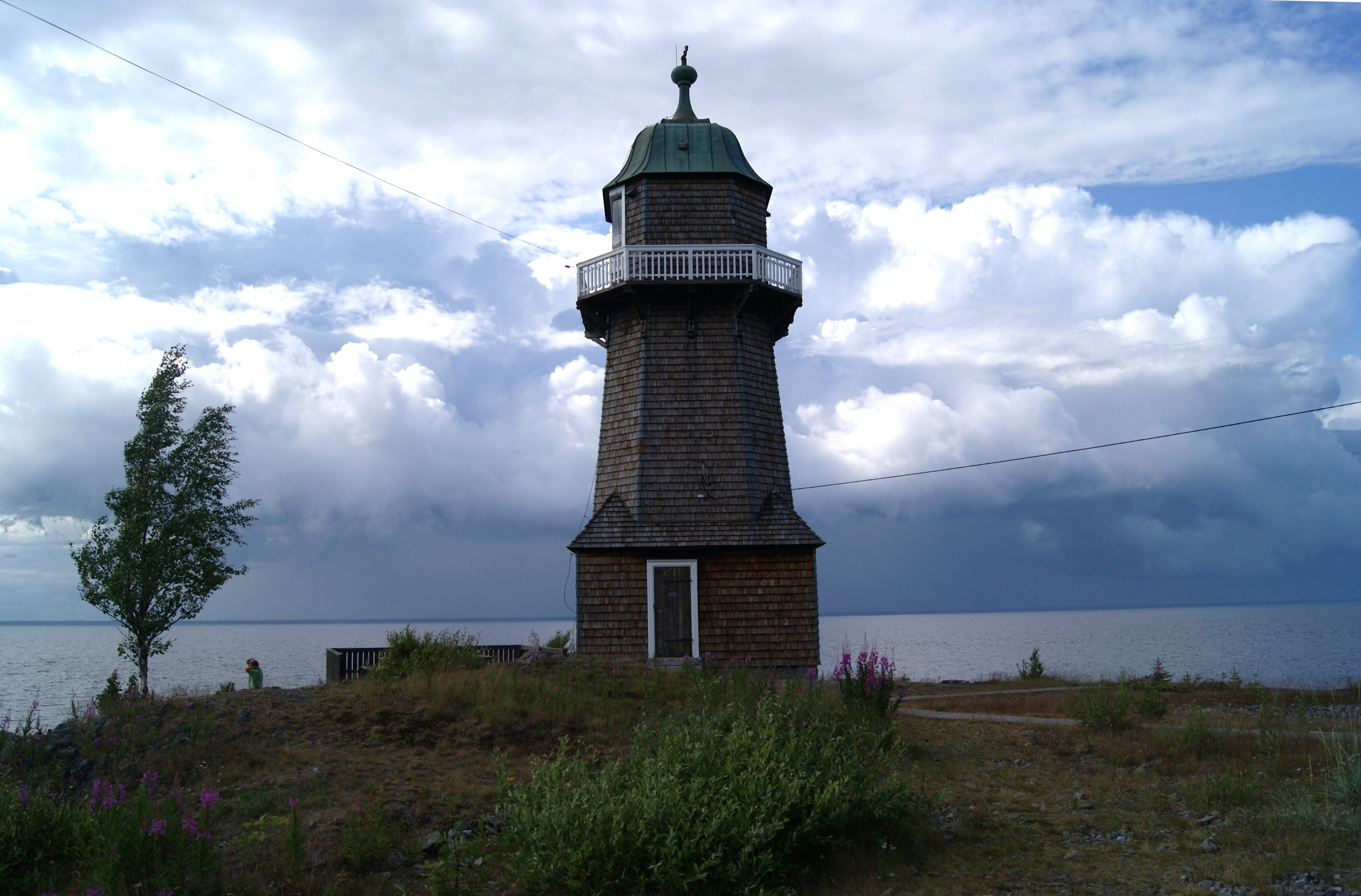
Berguddens fyrplats (2011).

### Ängesön
Ängesön är med sina 2 417 hektar till ytan något större än Holmön, med mängder av avsnörda havsvikar, tjärnar, och myrar där man en gång i tiden skördat myrhö. Vägen som går från Byviken, genom Holmö by, slutar vid Rossgrund på Ängesöns sydspets.

### Grossgrunden
Grossgrunden (från fornnordiska "grjót" som betyder "sten") var en gång i tiden en samling farliga grund, men på grund av landhöjningen så är det numera en större ö omgiven av småskär.

### Stora Fjäderägg
Huvudartikel: Stora Fjäderägg
Stora Fjäderägg är ett kargt skär med fjälliknande natur nordost om Holmön. Här finns fyrplats, fågelstation och vandrarhem. 
På ön mellanlandar flyttfåglar på väg mot Asien och Afrika. Här finns också stensättningar i form av husgrunder, labyrinter och kompassrosor från den tid då Stora Fjäderägg var bas för strömmingsfiske och säljakt. Vandrarhemmet i öns gamla fyrvaktarbostäder är anslutet till Svenska Turistföreningen.  Till ön kommer man sommartid med seglande och tjärdoftande Holmöslupen. Möjlighet att få skjuts med motorbåt från Holmön finns också.. Fyren på Stora Fjäderägg har varit släckt sedan sommaren 2008.

### Holmögadd
Gaddarna (Holmö gaddar, Gadden) är den sydligaste av Holmöarna, beläget söder om Grossgrunden, med sundet Gaddströmmen där emellan. Ön är mest känd för sin fyrplats Holmögadd som kom till 1770. Det nuvarande fyrtornet är byggt 1854 och utrustat med roterande fresnel-lins. Hela ön har sedan 1940 varit ett militärt skyddsområde, som numera har avvecklats. Fyrplatsen var den sista officiellt bemannade i Sverige. Den siste fyrvaktaren på Holmögadd lämnade sitt arbete 2003. I november 2008 rapporterade Sjöfartsverket att fyren var släckt på obestämd tid, och i maj 2009 rapporterade samma verk att fyren inte skulle återtändas igen. Fyren är statligt byggnadsminne sedan 25 januari 1935, förnyat 30 november 2000.

## Historia

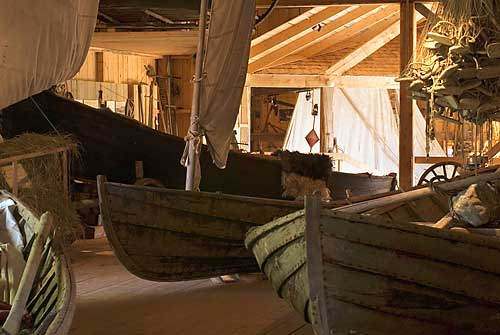
Interiör från Holmöns båtmuseum.

Ögruppen har varit plats för fiske och säljakt från det att de allra första skären började dyka upp ur havet vid tiden för Kristi födelse.
- Omkring 1300 antas säsongsboende för jakt och fiske ("vogn" på dialekt) ha övergått till åretruntbosättning. För detta talar bland annat en rad benämningar på geografiska platser på ön.
- 1543 tog Gustav Vasa upp skatt av Holmöbönderna. 7 gårdar fanns då på ön[14].
- 1592 beviljades Björkö- och Holmöborna skattefrihet för forslandet av Kungliga Majestäts folk sommar, höst, vinter och vår[15].
- 1698 fick postmästaren i Umeå order om att den post som skulle till Finland skulle sändas över Kvarken när detta med tanke på tryggheten var möjligt[15].
- 1717 plundrades Holmön av ryssar.
- 1760 uppfördes den första fyren i kvarken på Holmögadd[3].
- 1802 byggdes Holmöns första kyrka Helena Elisabeth[16].
- 1838 byggdes fyren på Holmögadd.
- 1860 beslutade riksdagen att jordbruket befrias från skyldigheten att föra post över Kvarken[15].
- 1891 blev Helena Elisabeth-kyrkan för liten och en ny kyrka, ritad av Fritz Eckert, byggs på Strandberget.
- 1925 blev Holmön en egen kommun[14].
- På 1930-talet började man med färjetrafik i organiserad form i leden mellan Holmön och Ostnäs[17].
- 1949 fick Holmön elström via en kabel från fastlandet.
- 1956 bytte färjan angöringsplats till Norrfjärden[17].
- 1957 flyttades Helena Elisabeth kyrka till Gammlia friluftsmuseum[16].
- 1974 blev ögruppen en del av Umeå kommun och upphör att vara Sveriges minsta kommun[14].
- 1980 bildades Holmöarnas naturreservat, Sveriges största marina naturreservat.[18].
- 1983 installerades den nuvarande färjan Helena Elisabeth.[17] Även Kustartilleriet etablerar sig på Holmögadd med batteri HO1 ERSTA 12/70.
- 1984 inrättades en fågelstation i fyrmästarbostaden på Stora Fjäderägg.[13].
- 1994 var första året för Visfestival Holmön [19]
- 1998 invigdes Holmöns båtmuseum[20].
- 2000 Batteri HO1 lades ned och avvecklades. Därmed försvann den militära närvaron på Holmöarna.
- 2001 öppnade ett STF-vandrarhem i fyrvaktarbostäderna på Stora Fjäderägg. Vandrarhemmet drivs av Fyrvaktaren HB på uppdrag av Stiftelsen Holmöns båtmuseum.[21].
- 2008 släcktes först fyren på Stora Fjäderägg, och senare samma år även fyren på Holmögadd av Sjöfartsverket.

## Kultur
Postrodden är en årlig folkfest till minnet av Björkö- och Holmöbornas skyldighet att under århundraden transportera post och resande över Kvarken.
Visfestival Holmön är en visfestival i juli som ordnats varje år sedan 1994.

## Kommunikationer

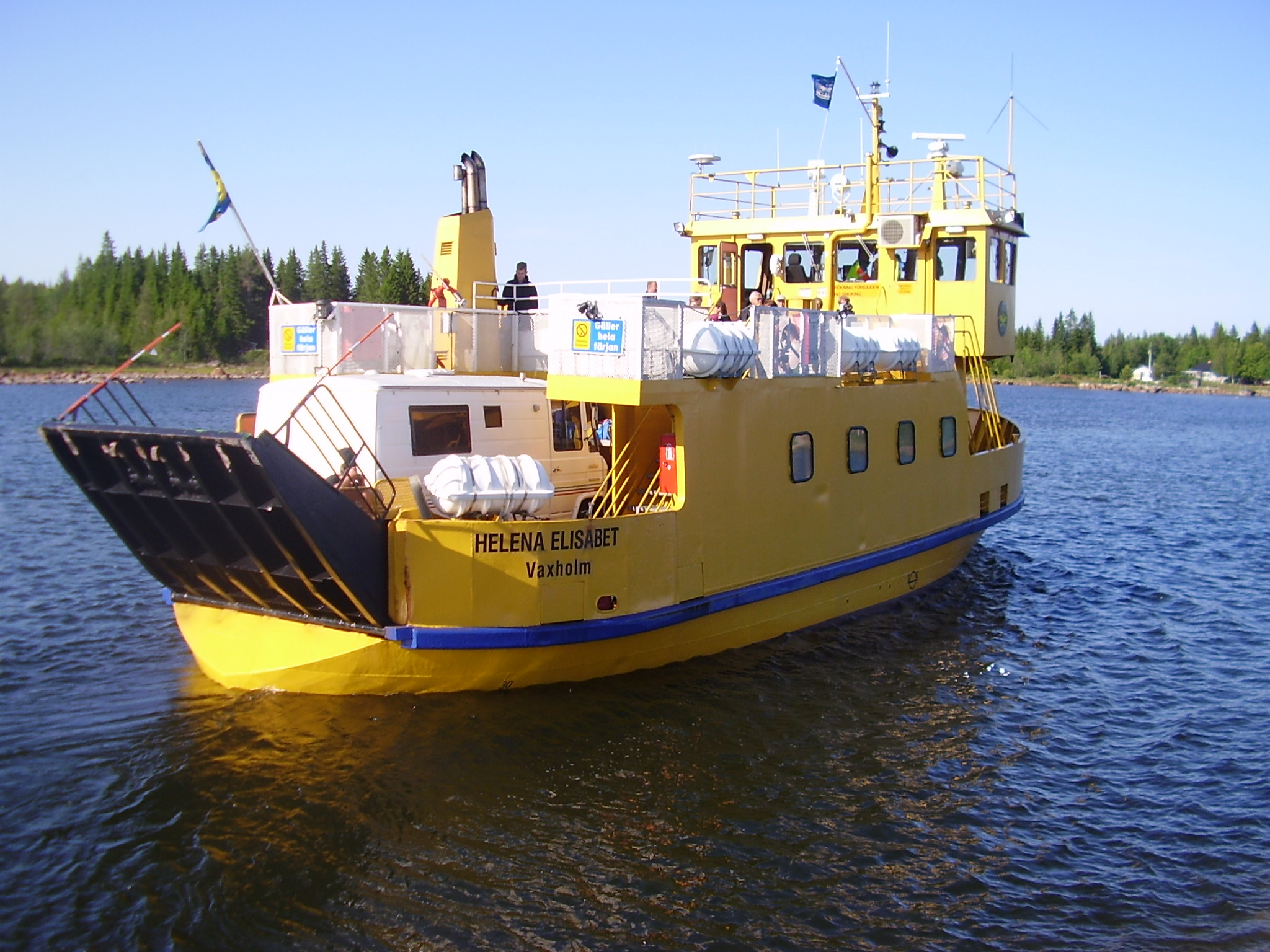
Färjan Helena Elisabet.

Färjan M/S Helena Elisabeth som trafikerar färjelinjen Holmöleden mellan Byviken och Norrfjärden (på fastlandet) upprätthåller kommunikationerna under den isfria tiden eller då en isränna kunnat öppnas, övrig tid står en svävare för förbindelsen, men då den är vindkänslig så ersätts den ofta av en helikopter. En resa med färjan tar cirka 45 minuter.
Sommartid kan man från Byviken segla till Stora Fjäderägg med Holmöslupen, en rekonstruktion av en handelsslup som tidigare var vanlig utmed Västerbottenskusten.

### Tertiära länsvägar
På Holmön finns ett allmänt vägnät som utgörs av övriga länsvägar utan skyltat nummer.
- Länsväg AC 655 Holmö Byaväg
- Länsväg AC 656 Holmö Kyrkväg
  - Länsväg AC 656.01 Holmö Kyrkväg
- Länsväg AC 658 Vintervägskroken
- Länsväg AC 659 Berguddsvägen